# Lions Tower Kotodai
Le Lions Tower Kotodai (ライオンズタワー勾当台通新築工事) est un gratte-ciel construit à Sendai de 2007 à 2009 dans le nord du Japon. Il mesure 103 mètres de hauteur, et abrite 171 logements pour une surface de plancher de 18 801 m².
L'immeuble a été conçu par les sociétés Sokken Sekkei et Obayashi Corporation